# Пловец (фильм, 1968)
«Пловец» (англ. The Swimmer) — американский драматический фильм режиссёра Фрэнка Перри по сценарию Элинор Перри, написанном на основе одноимённого рассказа Джона Чивера. Главную роль исполняет Берт Ланкастер.

## Создание
Съёмки фильма начались спустя два года после выхода рассказа. Идея принадлежала Фрэнку Перри и Элинор Перри; продюсер Сэм Шпигель пригласил на главную роль «звезду» — Берта Ланкастера. При этом Ланкастер, который не умел плавать и страдал водобоязнью, для подготовки к роли провёл несколько месяцев с олимпийским тренером по водному поло.
После не очень удачных тестовых просмотров Шпигель уволил Фрэнка Перри и заново смонтировал фильм, также Сидни Поллаком были сняты дополнительные сцены. На роль бывшей любовницы главного героя была приглашена другая актриса. В результате, однако, фильм всё равно провалился в прокате.
Музыку к фильму по приглашению Шпигеля написал молодой композитор Марвин Хэмлиш, для которого это стало первой работой в Голливуде.

## Сюжет
Обеспеченный менеджер средних лет Нед Меррилл (Ланкастер) ставит себе неожиданную задачу: проплыть по цепочке, один за другим, бассейны на участках своих соседей в состоятельном пригороде Коннектикута. Осуществляя задуманное, он встречает всё новых и новых людей, общение с которыми порождает воспоминания, так или иначе проецируется на его собственное прошлое. Он встречает бывшую любовницу, многочисленных приятелей, которым он, как оказалось, должен деньги, узнаёт неприятные факты о своих дочерях, которые, по его представлениям, сейчас ждут его дома и играют в теннис...
Путешествие начинается утром, а заканчивается вечером того же дня, но за этот период лето сменяется осенью. Постепенно Нед теряет внешний лоск, вместе с ним меркнет его уверенность в безупречности и осмысленности прожитой жизни. Наконец, в трагическом финале он в полном одиночестве добирается до собственного дома — такого же пустого и брошенного.

## В ролях
- Берт Ланкастер — Нед Меррилл
- Джанет Лэндгард — Джули Энн Хупер
- Дженис Рул — Ширли Эбботт
- Джоан Риверз — Джоан
- Мардж Чэмпион — Пегги Форсбург
- Ким Хантер — Бэтти Грэм
- Чарльз Дрейк — Говард Грэм

## Критика
- Роджер Эберт, Chicago Sun-Times: «Берт Ланкастер великолепен в одной из своих лучших ролей. Прекрасной актёрской игрой он создаёт правдоподобный образ героя в стиле Чарлтона Хестона или Кирка Дугласа»[2].
- Майкл Аткинсон, Village Voice: «(Это) один из самых странных когда-либо снятых голливудских фильмов: голый экзистенциализм, кафкианские структурные метафоры, приглушённый ритм Беккета. В 1968 году фильм был поднят на смех за претенциозность и нарочитую мрачность. Но время показало его неотразимую странную мужественность, визуальную мощь…»[3].